# 小角楼
小角楼是四川白衣出产的一种白酒。源自江西宜黄人吴鸣琳迁居此地后，于1679年在当地开设的吴氏酒坊。二百余年后，任云贵布政使的吴氏后人吴德溥于1880年致仕，携贵州遵义酒师归乡，改进当地酿酒工艺；于小角楼寺旁扩建祖传酒坊，遂被称为“小角楼酒坊”，并于1894年成为贡酒。第二次国共内战后当局国有化酒坊，改名白衣供销酒坊，后数度易名。1981年建平昌县食品厂，引进现代酿造技术结合传统工艺酿制浓香型白酒。2001年8月，成立四川小角楼酒业有限公司。2012年引进西成实业重组小角楼酒业，成立四川远鸿小角楼酒业有限公司，注册资本2亿元，主要从事白酒研发、生产和销售业务。小角楼酒乃为以高粱、玉米、糯米为主料酿成的浓香型白酒，为川酒十朵小金花之一。